# Lizyp

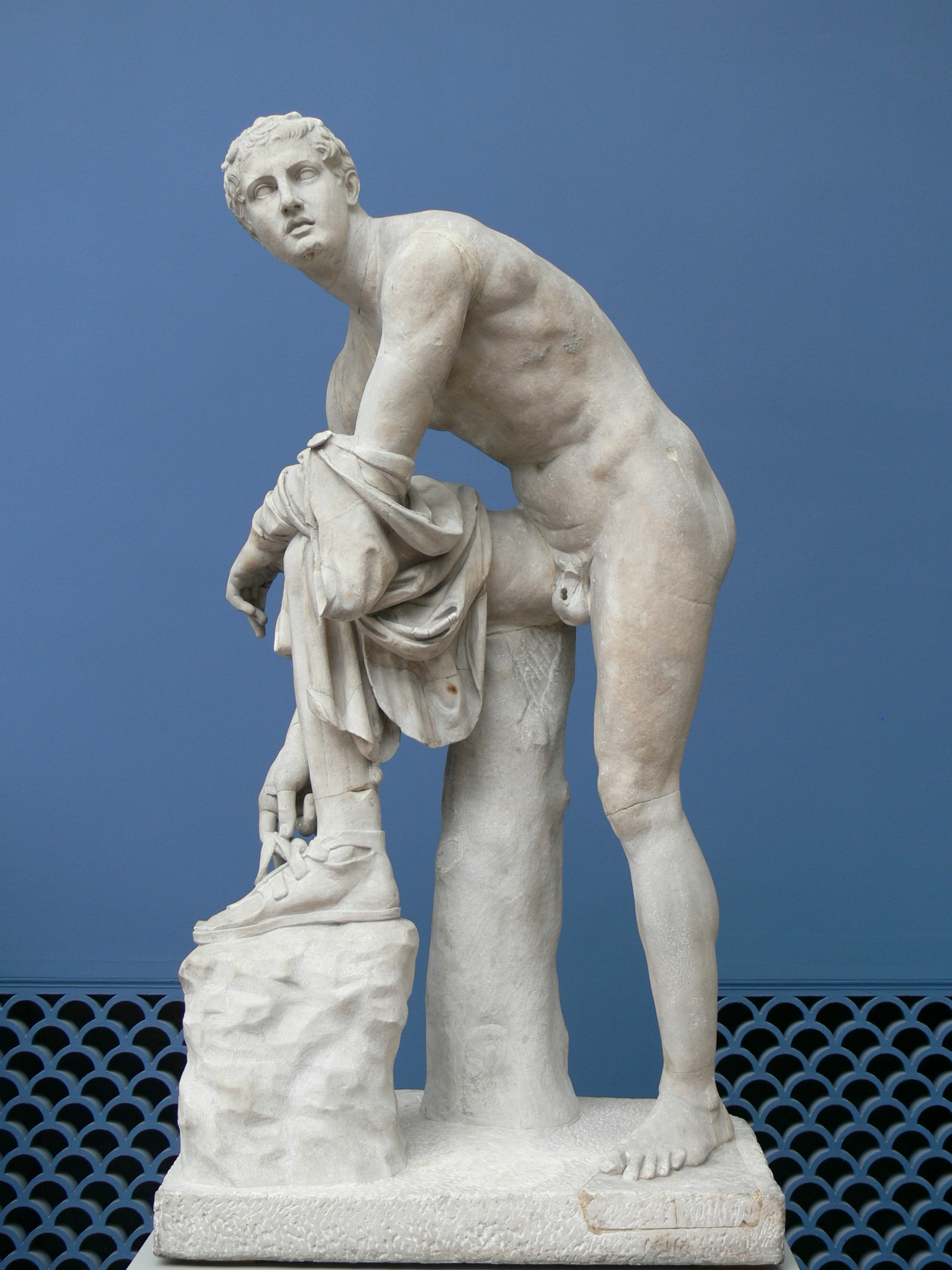
Hermes odpoczywający

Lizyp z Sykionu – rzeźbiarz grecki. Artysta stylu późnoklasycznego, działający w latach około 370–320 p.n.e. Początkowo prawdopodobnie kowal. Nadworny rzeźbiarz Aleksandra Wielkiego.

## Życiorys

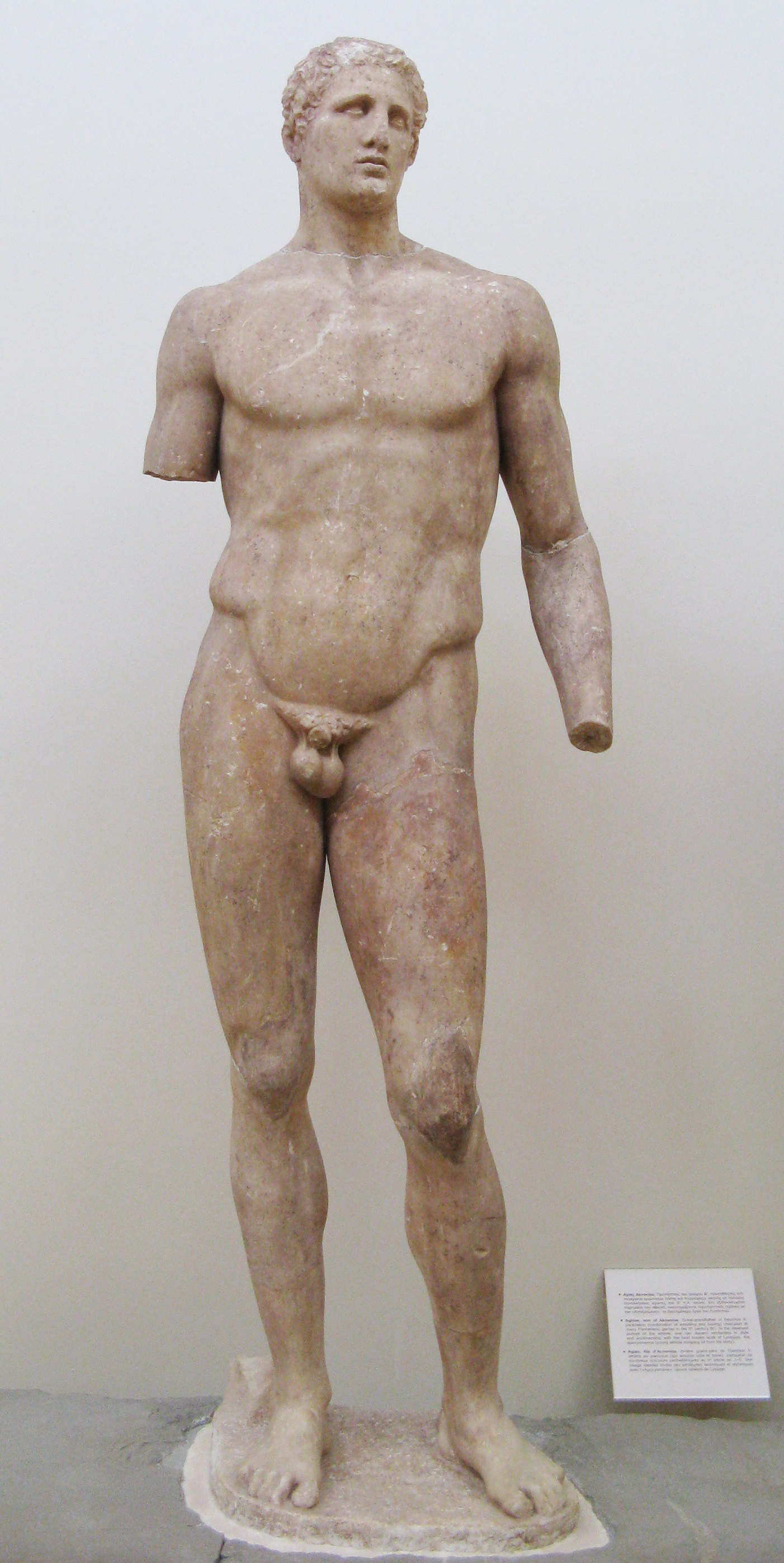
Agias

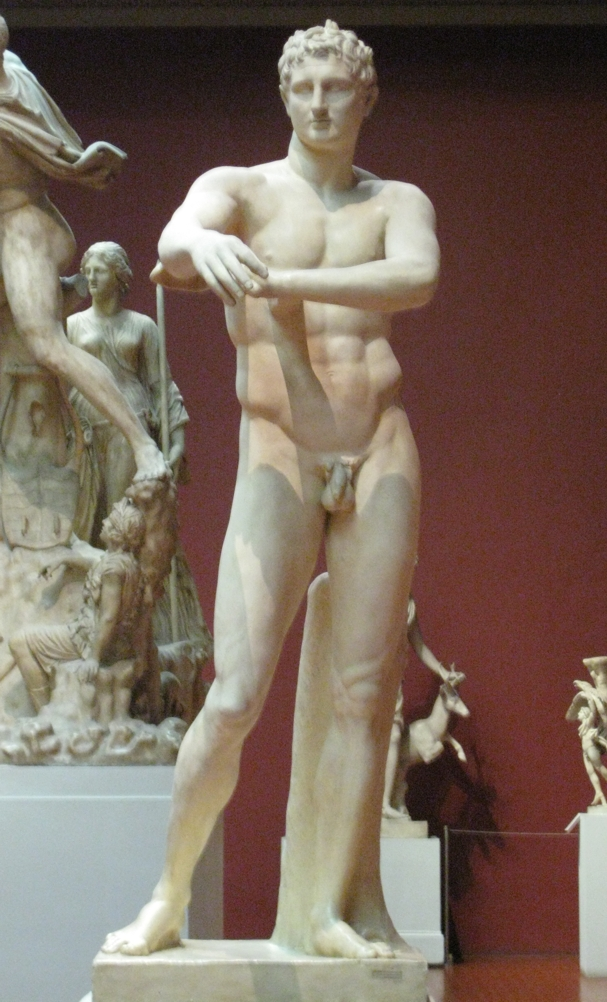
Apoksyomenos

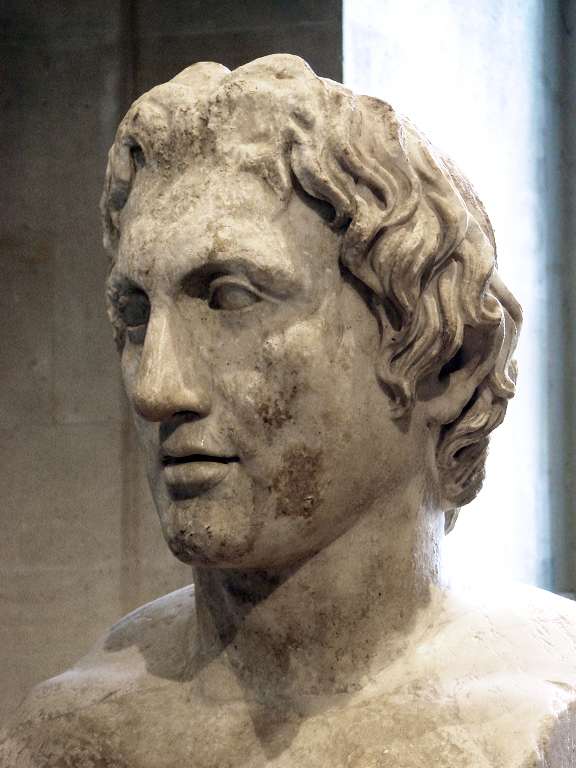
Herma Azara

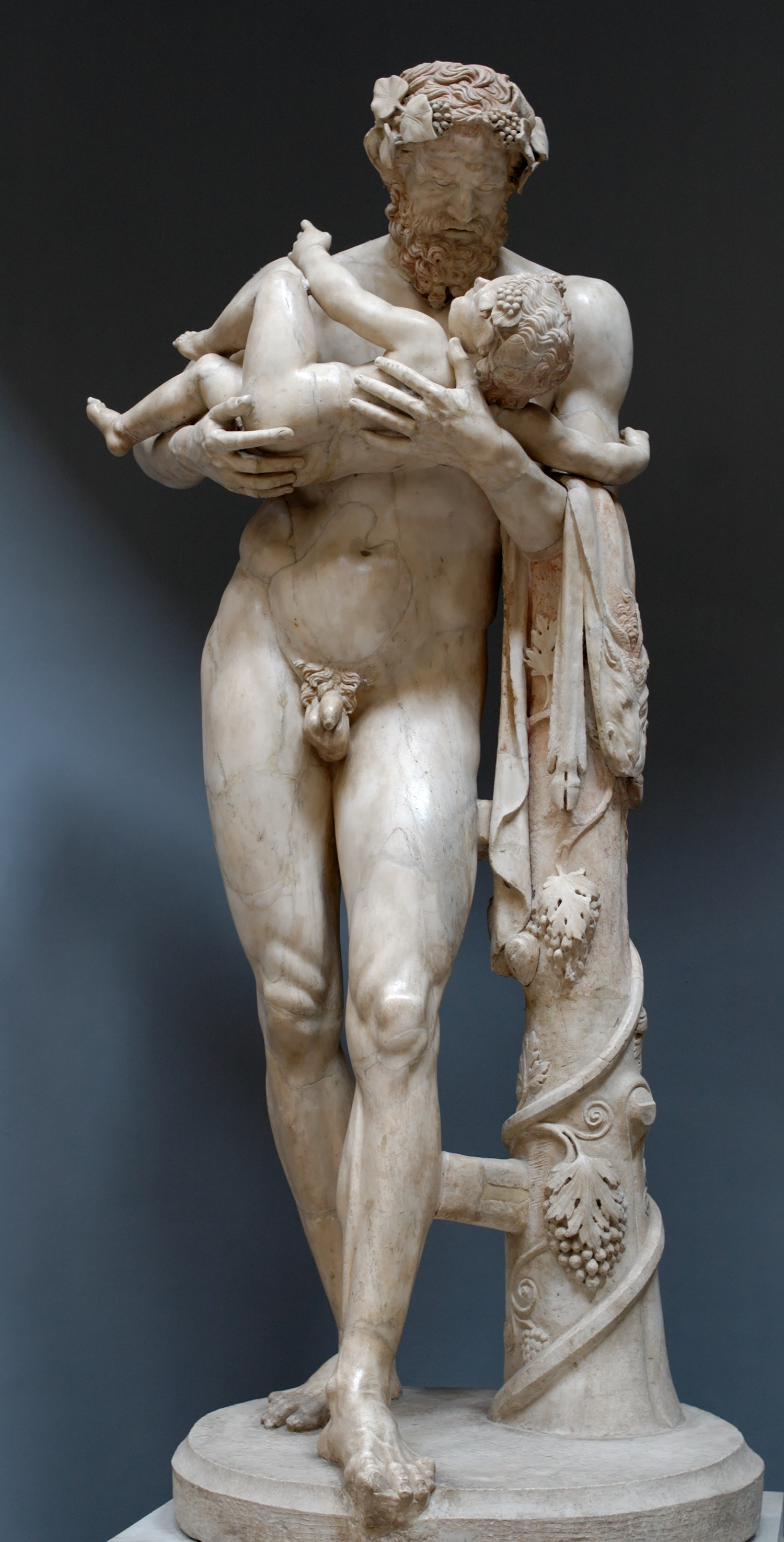
Sylen z małym Dionizosem

### Początki
Urodził się w Sykionie, mieście słynącym ze szkoły malarskiej i rzeźbiarskiej, którą tworzyli Aristokles, jego uczniowie, Doidalos, Kleon oraz Eupompos. Według Pliniusza początkowo musiał pracować jako zwykły kowal. W tych czasach szkoła sykiońska, słynąca przede wszystkim z obrazów, rywalizowała ze szkołą argiwską, założoną przez Hageladesa. W momencie urodzenia Lizypa obie szkoły były ze sobą bardzo powiązane i obie znajdowały się pod silnym wpływem zmarłego niedawno Polikleta. Prawdopodobnie wpływ na niego wywarł malarz Eupompos, zachęcając go do studiowania natury. Nie wiadomo, czy miał mistrza, z jednej strony bowiem mało prawdopodobne, że mógł być on samoukiem, z drugiej – źródła pisane nie dają podstawy do przypuszczenia, iż takiego miał.
Już w początkach swojej pracy rzeźbiarza za tworzywo wybrał brąz, co wiąże się z sykiońskimi tradycjami rzeźbiarskimi. Przez dłuższy czas ograniczał się jedynie do rzeźbienia atletów. Z początków jego twórczości pochodzi posąg Troilosa, którego bazę znaleziono w Olimpii. Troilos był zwycięzcą igrzysk w Olimpii, ostatnie swoje zwycięstwo odniósł w 372 roku p.n.e. Podobną datę daje inskrypcja z sygnaturą Lizypa znaleziona w Delfach, a oba te znaleziska świadczą o tym, że artysta bardzo wcześnie rozpoczął swoją karierę.

### Nadworny rzeźbiarz Aleksandra Wielkiego
Od czasu wstąpienia na tron Aleksandra Wielkiego datuje się kontakt Lizypa z dworem macedońskim. Artysta towarzyszył władcy w wyprawie do Azji, a także był z nim w Lindos na Rodos, Tyrze i w Egipcie. Wykonał w Artemizjonie portretowy posąg władcy z włócznią. Wykonał także w 334 roku p.n.e. wotum dla miasta Dionu, upamiętniając bitwę nad Granikiem. Podczas oblegania Tyru wykonał posąg Heraklesa, nawiązujący do tradycji fenickich. W czasie pobytu na dworze Aleksandra rzeźbił jednak przede wszystkim liczne portrety władcy, takie jak Herma Azara czy Aleksander na koniu. Prawdopodobnie umiejętność tworzenia różnorodnych, psychologicznych portretów jednej postaci zapewniła mu taką pozycję na dworze króla Macedonii.

### Po śmierci Aleksandra
Wiadome jest, że po śmierci władcy Lizyp powrócił do Grecji, gdzie zaczął tworzyć wraz z Leocharesem przy pomniku dla Delf, przedstawiającym Polowanie Aleksandra. Pomnik ten został wzniesiony przez Kraterosa, wnuka bohatera tamtych wydarzeń, który poległ w 321 roku p.n.e. jako sojusznik Antypatra.

## Twórczość
Lizyp wywarł ogromny wpływ na rozwój rzeźby greckiej. Jego dzieła dążą do oddania idealnych proporcji ciała atlety. Swój kanon przedstawił w rzeźbie Apoksyomenosa, młodego atlety. U Lizypa wysokość głowy przedstawianej postaci równa jest dziewiątej części wysokości tej postaci. Jego postacie są o wiele smuklejsze niż u Polikleta, kontrapost jest wyraźniej zaakcentowany, muskulatura przedstawiona zaś w sposób bardziej realistyczny, z uwypukleniem mięśni obciążonych i podkreśleniem odpoczywających. Stworzył on także własny styl w przedstawianiu twarzy, na których obliczach maluje się zmęczenie oraz refleksja, także na rzeźbach herosów. Nie unikał on jednak także przedstawień dynamicznych, czego przykładem jest ukazanie różnych wyobrażeń Heraklesa, znajdującego się w odmiennych sytuacjach i nastrojach.
Lizyp przyczynił się do rozwoju portretu w kierunku dążącym do większego realizmu, o czym świadczy herma Azara. Zasłynął z odkrycia głębi i przestrzenności rzeźbiarskiej. Głębię osiągnął poprzez przybliżanie i oddalanie pojedynczych i grupowych fragmentów dzieł, tworząc w ten sposób dalsze i bliższe plany oraz modelując je odpowiednio i różnicując poprzez draperie. Bogów ukazywał jako zwykłych ludzi, zajętych codziennymi czynnościami, takich jak w przypadku Hermesa zajmującego się zawiązywaniem sandałów. Jednocześnie jednak był Lizyp autorem wielkiego, liczącego kilkanaście metrów posągu Zeusa dla Tarentu i posąg Heliosa na wozie, patrona Rodos, kierującego kwadrygą zaprzężoną w cztery konie w galopie. Lizyp ostatecznie zerwał z frontalnością, często stosując zwroty i skłony głowy w bok.

## W tradycji i anegdocie
- Starożytność przekazała anegdotę o tym, jakoby Lizyp, jeszcze jako kowal, spotkawszy wybitnego malarza sykiońskiego Eupomposa, miał go zapytać, jakiego artystę naśladuje w swych dziełach, na co Eupompos wskazał na tłum ludzi i powiedział, że trzeba naśladować naturę, a nie artystę.
- Cyceron w dziele Brutus przekazał, że Lizyp miał twierdzić, że mistrzem był dla niego posąg Polikleta Doryforos.
- Wedle jednej z teorii, konie z kwadrygi znajdującej się obecnie na portyku bazyliki św. Marka w Wenecji mają pochodzić z rzeźby Lizypa Helios na wozie. Zdaje się to potwierdzać XII-wieczna kronika Niketasa Choniatesa.

## Dzieła
- Troilos
- Polidamos
- Herakles Epitrapezios
- Polowanie Aleksandra
- Agias
- Daochos I
- Syzyfos II
- Apoksjomenos
- Zeus z Tarentu
- Zeus z Sykionu
- Zeus z Argos
- Zeus z Megary
- Sylen
- Hermes odpoczywający
- Herakles Farnezyjski
- Helios na wozie
- Sylen z małym Dionizosem
- Eros z łukiem
- Jazon (jest łączony z Lizypem, nie ma jednak pewności, czy to jego dzieło)
- Aleksander na koniu
- Aleksander z włócznią
- Herma Azara
- Portret Arystotelesa